# Комов, Алексей Олегович
Алексей Олегович Комов (род. 28 апреля 1975 года, Москва, РСФСР, СССР) — российский архитектор. Сын скульптора Олега Комова. Член Союза архитекторов России. Магистр архитектуры.
В 1999 году окончил Московский архитектурный институт. В 2000—2010 гг. работал в архитектурном бюро «АМ» под руководством Фёдора Рожнева, занимаясь, в частности, интерьерами частных домов. С 2009 г. руководил собственной архитектурной мастерской. В 2013 году принял участие в семейной выставке «Форма — пространство — цвет» в Государственном музее А. С. Пушкина: экспонировались скульптуры Олега Комова, живопись Ильи Комова и архитектурные проекты Алексея Комова.
В 2013 году выступил одним из организаторов экспозиционно-исследовательского проекта «Курортоград», посвящённого советской курортной архитектуре Евпатории. В начале 2015 года был назначен главным архитектором Евпатории, в сентябре ушёл в отставку по семейным обстоятельствам, сохранив должность советника главы администрации Евпатории по архитектурной политике; о своём интересе к настоящему и прошлому крымской архитектуры говорит как о многолетнем и никак не связанном с политической конъюнктурой. 
в 2017–2018 годах — директор Научно-образовательный центра «Территориальное развитие и градостроительство»центра Севастопольского государственного университета. 
В 2019 году назвал работы по архитектурно-градостроительному преображению Евпатории после Аннексии Крыма Российской Федерацией «крымским прорывом».
В 2019 году был утверждён на вакантную с 2015 года должность главного архитектора Калуги в ранге заместителя городского головы. При назначении подчеркнул необходимость диалога между архитектурным сообществом и жителями; спустя два года получил почётный знак «Кентавр» от Совета главных архитекторов субъектов Российской Федерации — по словам Комова, смысл этой награды в том, что главный архитектор региона — «чиновник среди архитекторов и архитектор среди чиновников — работает на стыке собственно архитектуры и государственного и муниципального управления». Привлёк к участию в создании визуального облика Калуги скульптора Игоря Бурганова.
В 2021 году на конкурсной основе был утверждён куратором архитектурного фестиваля «Зодчество». В 2022 году курирует проведение в Калуге архитектурного фестиваля «Перспектива», во второй раз в его истории проходящего не в Москве.
В 2022 году Алексей Олегович стал второй раз куратором уже юбилейного Международного архитектурного фестиваля «Зодчество», темой которого он обозначил «Отражение»; участникам фестиваля предстоит осмыслить опыт, накопленный за почти вековую историю профессионального объединения, и наметить пути его дальнейшего развития.